# Aimé Barcelli
Pas d'image ? Cliquez ici

a Compétitions nationales et continentales officielles uniquement.

b Matchs officiels uniquement.
Aimé Barcelli, né le 18 octobre 1950 à Entraigues-sur-la-Sorgue, est un joueur de rugby à XIII dans les années 1960 et 1970.
Il joue dans la première partie des années 1970 au sein du club du SO Avignon disputant le Championnat de France avant de rejoindre dans la seconde partie des années 1970 le RC Marseille.
Fort de ses performances en club, il est sélectionné en équipe de France le 20 janvier 1974 contre la Grande-Bretagne avec pour partenaire José Calle et Jacques Garzino.

## Palmarès

### Détails en sélection de rugby à XIII
| 1. | 20 janvier 1974 | Grande-Bretagne | 5-24 | Test-match | Centre | - | - | - | - |